# Puente Alto
Puento Alto je chilské město a komuna nacházející se v Metropolitním regionu Chile. Rozprostírá se jižně od Santiaga, plynule na něj navazuje souvislou městskou zástavbou. Je součástí aglomerace tzv. Velkého Santiaga, ve které žije přibližně 6,5 milionu osob. Jeho populace je přibližně 574 tisíc obyvatel, což z něj dělá nejlidnatější chilskou obec. Na severu hraničí s komunou La Florida, na jihu s Pirque (hranicí je tok řeky Maipo), na východě s San José de Maipo, na západě s La Pintana a San Bernardo. Do Puente Alto vede linka 1 santiackého metra, město je zapojeno i do dopravního systému Red Metropolitana de Movilidad.